# Dioptre
Dioptre (tiếng Anh) hoặc diopter (cách đánh vần Mỹ) là một đơn vị đo lường công suất quang của thấu kính hoặc gương cong, có giá trị bằng nghịch đảo của tiêu cự đo theo đơn vị mét (1 dioptre = 1 m-1). Do đó, nó là một đơn vị chiều dài đối ứng. Ví dụ, một thấu kính 3-dioptre đưa các tia sáng hội tụ ở vị trí cách thấu kính 1⁄3 mét. Một cửa sổ phẳng có công suất quang bằng 0 dioptre và không làm cho ánh sáng hội tụ hoặc phân kỳ. Dioptre đôi khi cũng được sử dụng cho các đối ứng khác của khoảng cách, đặc biệt là bán kính cong và độ chói của chùm tia quang học.
Lợi ích chính của việc sử dụng công suất quang thay vì độ dài tiêu cự là phương trình chế tạo ống kính có khoảng cách đối tượng, khoảng cách hình ảnh và độ dài tiêu cự đều là đối ứng. Một lợi ích nữa là khi các thấu kính tương đối mỏng được đặt gần nhau, công suất quang học của hệ được xấp xỉ tổng công suất của từng thấu kính. Do đó, một thấu kính 2.0 dioptre mỏng được đặt gần một thấu kính 0,5 dioptre mỏng mang lại độ dài tiêu cự gần như tương đương với một thấu kính 2,5 dioptre.
Mặc dù đơn vị dioptre dựa trên hệ mét SI nhưng nó không được bao gồm trong tiêu chuẩn do đó không có tên quốc tế hoặc ký hiệu cho đơn vị đo lường này trong hệ thống đơn vị quốc tế, đơn vị đo công suất quang học này cần phải có được chỉ định rõ ràng là nghịch đảo của mét (m−1). Tuy nhiên, hầu hết các ngôn ngữ đã mượn tên gốc và một số cơ quan tiêu chuẩn hóa quốc gia như DIN chỉ định một tên đơn vị (dioptrie, dioptria, v.v.) và ký hiệu đơn vị dẫn xuất "dpt".
Ý tưởng về việc đánh số thấu kính dựa trên sự đối ứng của độ dài tiêu cự tính bằng mét lần đầu tiên được đề xuất bởi Nagel vào năm 1866. Thuật ngữ dioptre được đề xuất bởi bác sĩ nhãn khoa người Pháp Ferdinand Monoyer vào năm 1872, dựa trên việc sử dụng thuật ngữ dioptrice trước đó của Johannes Kepler.

## Trong điều chỉnh thị lực
Thực tế là giá trị tổng công suất quang học xấp xỉ cho phép chuyên gia chăm sóc mắt đưa ra các thấu kính hiệu chỉnh như một hiệu chỉnh đơn giản cho công suất quang của mắt, thay vì phân tích chi tiết toàn bộ hệ quang học (mắt và các thấu kính). Công suất quang cũng có thể được sử dụng để điều chỉnh đơn thuốc mắt cơ bản để có thể đọc được. Do đó, một chuyên gia chăm sóc mắt, đã xác định rằng một người cận thị đòi hỏi phải điều chỉnh cơ bản, giả sử, −2 dioptre để khôi phục tầm nhìn khoảng cách bình thường, sau đó có thể kê thêm '+ 1' cho việc đọc đọc, để bù cho việc thiếu đi sự điều tiết thị lực (khả năng thay đổi tiêu điểm). Điều này giống như nói rằng thấu kính −1 dioptre điều chỉnh việc đọc.
Ở người, tổng công suất quang của mắt khi thư giãn là khoảng 60 dioptre. Giác mạc chiếm khoảng hai phần ba công suất khúc xạ này (khoảng 40 dioptre) và thủy tinh thể đóng góp một phần ba còn lại (khoảng 20 dioptre). Trong tập trung, các cơ bắp co thắt để giảm căng thẳng hoặc ứng suất chuyển đến ống kính bởi dây chằng treo. Điều này dẫn đến tăng độ lồi của thấu kính, từ đó làm tăng công suất quang của mắt. Biên độ điều chỉnh thị lực là khoảng 15 đến 20 dioptre khi còn rất trẻ, giảm xuống còn khoảng 10 dioptre ở tuổi 25, và khoảng 1 dioptre khi hơn 50 tuổi.
Thấu kính lồi có giá trị dioptre dương và thường được sử dụng để sửa chữa viễn thị (hyperopia) hoặc để cho phép những người bị lão thị (điều tiết thị lực hạn chế do tuổi tác) đọc được ở cự ly gần. Thấu kính lõm có giá trị dioptre âm và nói chung là chữa chứng cận thị (myopia). Kính thông thường cho cận thị nhẹ sẽ có công suất quang từ −1.00 đến −3.00 dioptre, trong khi kính mắt không theo kê đơn sẽ ở mức +1.00 đến +3.00 dioptre. Chuyên gia đo mắt thường đo tật khúc xạ bằng cách sử dụng thấu kính được phân loại theo các bước 0.25 dioptre.

## Độ cong
Dioptre cũng có thể được sử dụng như một phép đo độ cong bằng với nghịch đảo của bán kính được đo bằng mét. Ví dụ: một đường tròn có bán kính 1/2 mét có độ cong là 2 dioptre. Nếu độ cong của một bề mặt của thấu kính là C và chiết suất là n, công suất quang là φ = (n - 1)C. Nếu cả hai bề mặt của thấu kính đều cong, hãy xem độ cong của chúng là dương đối với thấu kính và cộng lại. Điều này sẽ cho kết quả gần đúng, miễn là độ dày của thấu kính nhỏ hơn nhiều so với bán kính cong của một trong các bề mặt. Đối với gương phẳng công suất quang là φ = 2C.

## Liên quan đến công suất phóng đại
Công suất phóng đại V của kính lúp đơn giản có liên quan đến công suất quang φ của nó
{\displaystyle V=0.25\ \mathrm {m} \times \varphi +1}.
Đây là xấp xỉ mức phóng đại quan sát được khi một người có thị lực bình thường giữ kính lúp gần mắt.